# Kazimiera Niewiarowska

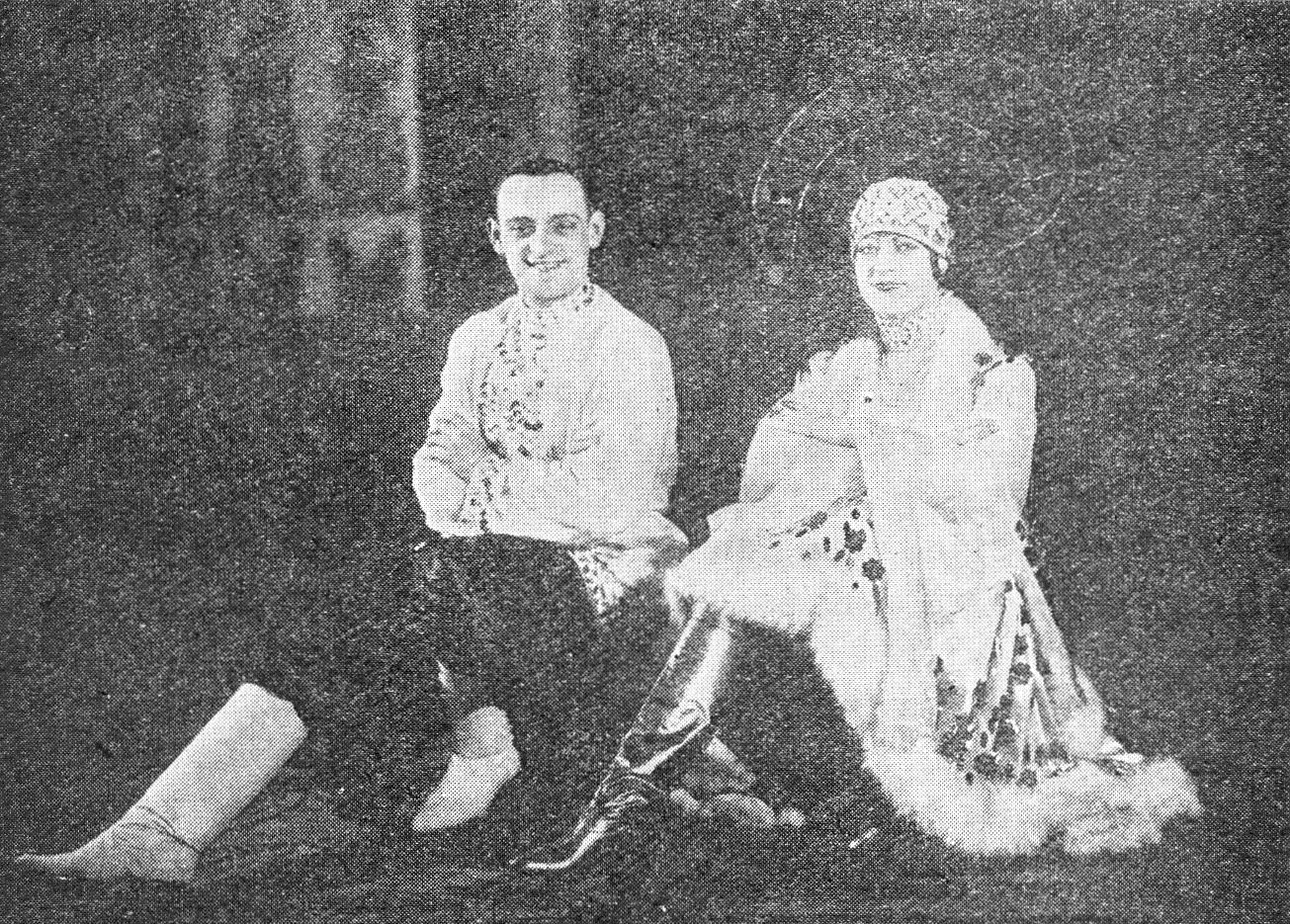
Kazimiera Niewiarowska i Ludwik Sempoliński w operetce Księżniczka cyrkówka (1927)

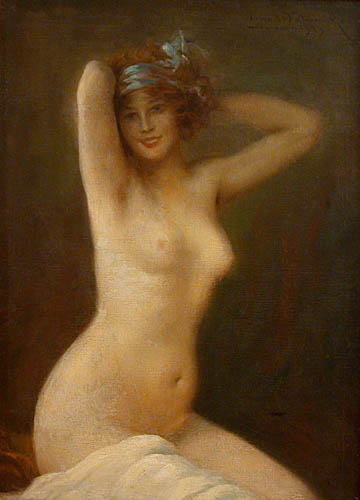
Leonard Winterowski, Akt aktorki Kazimiery Niewiarowskiej, 1923

Kazimiera Niewiarowska (ur. 1890, zm. 1 lipca 1927 w Wilnie) – polska śpiewaczka operetkowa.

## Życiorys
Debiutowała w Kaliszu w 1911, później występowała w Warszawie. W latach 1915–1922 przebywała w Rosji. Po powrocie do Polski występowała na scenach warszawskich. Lata 20. XX w. były trudne dla operetki, publiczność zdobywano, adaptując pomysły zaczerpnięte z rewii. Artystka została zapamiętana ze względu na kontrowersyjne występy; w 1924 wystąpiła nago w sztuce Najpiękniejsza z kobiet, budząc falę emocji w warszawskiej prasie. W sztuce Perły Kleopatry śpiewała arię z żywym wężem na szyi (w kwietniu 1925 została ukąszona przez zwięrzę), w Mariecie zatańczyła tango na tacy umieszczonej na głowach statystów. Wystąpiła w kilku filmach: Ach te spodnie (1914) i Kiedy kobieta zdradza męża (1924). 
25 grudnia 1925 roku otworzyła swój teatr w Warszawie przy ul. Jasnej (Teatr Niewiarowskiej). Pierwszą operetką wystawioną w tym teatrze była Księżniczka dolarów.
Zmarła w wyniku rozległych oparzeń, jakim uległa przypadkowo zapalając spirytus, którym czyściła suknię.
Została pochowana na cmentarzu Powązkowskim w Warszawie (kwatera 77-5-16).

## Filmografia
- 1924 – Kiedy kobieta zdradza męża jako żona profesora
- 1914 – Ach, te spodnie! jako Kama

## Spektakle teatralne
- 1912 – Piękny sen, Teatr Bagatela
- 1912 – Żywe marionetki, Teatr Bagatela
- 1912 – Wróg kobiet, Teatr Nowości
- 1912 – Gri-Gri, Teatr Nowości
- 1912 – Czerwona dama, Teatr Nowości
- 1913 – Kochany Augustynek, Teatr Nowości
- 1914 – Targ na dziewczęta, Teatr Nowości
- 1914 – Zuza, Teatr Nowości
- 1914 – Chwila szczęścia, Teatr Nowości
- 1914 – Zuchwalec, Teatr Nowości
- 1914 – Gdy noc zapadnie, Teatr Nowości
- 1914 – Król skrzypków, Teatr Nowości
- 1914 – Nitouche, Teatr Nowości
- 1922 – Blondynka, Teatr Nowy
- 1923 – Madame Pompadour
- 1923 – Dorina, Teatr Nowy
- 1924 – Wieszczka karnawału, Teatr Nowy
- 1924 – Szalona Lola, Teatr Wodewil
- 1924 – Najpiękniejsza z kobiet, Teatr Nowy
- 1924 – Dolly, Teatr Nowości
- 1924 – Pajac, Teatr Nowości
- 1924 – Marietta, Teatr Nowości
- 1924 – Marica, Teatr Nowości
- 1925 – Księżniczka w masce, Teatr Nowości
- 1925 – Słodki kawaler, Teatr Nowości